# Folkeafstemningen på Færøerne 2010
Folkeafstemningen på Færøerne i 2010 var en planlagt folkeafstemning der skulle undersøge spørgsmålet om den nye færøske grundlov. Dette blev afgjort i en aftale mellem partierne Javnaðarflokkurin og Tjóðveldi, med den profilerede selvstyrepolitiker Høgni Hoydal i spidsen, efter Lagtingsvalget 2008.

## Udredninger
Lagtinget nedsatte en særskilt komité til at udarbejde grundlovsforslaget. De store partier Fólkaflokkurin, Tjóðveldi, Sambandsflokkurin og Javnaðarflokkurin havde to medlemmer hver i komiteen, mens de små partier Sjálvstýrisflokkurin og Miðflokkurin havde hvert et medlem. Komiteens formand var Poul Michelsen fra Fólkaflokkurin, og næstformand var Sjúrður Skaale fra Tjóðveldi. Komiteen skulle fremlægge et resultat den 1. november 2009, men blev forsinkede, og afsluttede sit arbejde i februar 2010.
I april 2010 konstituerede en fortsættende komité sig, med Alfred Olsen fra Sambandsflokkurin som formand, og Gerhard Lognberg fra Javnaðarflokkurin som næstformand. Øvrige medlemmer er Jenis av Rana, Poul Michelsen, Heini O. Heinesen, Kári á Rógvi, Bjørt Samuelsen, Hans Pauli Strøm og Anfinn Kallsberg.